# Hilliger National Park
Hilliger National Park är en park i Australien. Den ligger i delstaten Western Australia, omkring 260 kilometer söder om delstatshuvudstaden Perth.
Trakten runt Hilliger National Park är nära nog obefolkad, med mindre än två invånare per kvadratkilometer.. Det finns inga samhällen i närheten.
I omgivningarna runt Hilliger National Park växer i huvudsak städsegrön lövskog. Genomsnittlig årsnederbörd är 1 186 millimeter. Den regnigaste månaden är maj, med i genomsnitt 209 mm nederbörd, och den torraste är februari, med 10 mm nederbörd.